# Code Reading
Code Reading (ISBN 0-201-79940-5)とは、ディオミディス・スピネリスにより2003年に執筆された、ソフトウェア開発に関する書籍である。この本は、コードを読み解く能力を向上させたいプログラマに向けて書かれている。他人によって書かれたコードを読むための特定のテクニックやプログラミングを行う上での共通の概念について概要を述べている。
本書で例示されているコードは実際に使用されているソフトウェアから採られており、多くは、NetBSDのexport-19980407スナップショットに由来するものである。プログラミング言語の選択はバランスが良いと主張されるが、Cを基本概念の説明に利用する場合が大勢を占めている。主要なオープンソースコードのプログラムを抜粋すると、
- Apache Webサーバ
- HSQLDB Java関係データベースエンジン
- NetBSD UNIXディストリビューション
- Perl言語
- Tomcatアプリケーションサーバ
- X Window System

が紹介されている。
本書は、コードに関連する多くの概念が網羅されており、その中にはプログラマがよく目にする、
- プログラミングの構成
- データ型
- データ構造
- 制御構造、プロジェクト構成
- コーディング標準
- ソフトウェア文書術
- ソフトウェアアーキテクチャ

が含まれている。
1,600万行程度のオープンソースコードを収録したCDが本書に付属しており、本書で説明したすべての例がこの中に含まれている。
前半の章は、正規表現など、プログラミング言語の構成を探究し、後半の章では上級者ユーザー向けに書かれている。
本書は、スコット・メイアーズ(Scott Meyers)が監修をおこなっている、Addison–Wesleyの"Effective Software Development Series"刊行の先駆けとなっており、“技術書”カテゴリーにおける"2004 Software Development Productivity Award"を受賞している。
本書は中国語、ギリシア語、日本語、韓国語、ポーランド語そしてロシア語に翻訳されている。